# 제임스 고메즈
제임스 고메즈(영어: James Gomez, 2001년 11월 14일 ~ )는 덴마크 수페르리가 클럽 OB와 감비아 국가대표팀에서 센터백으로 활약하고 있는 감비아의 축구 선수이다.

## 구단 경력
레알 데 반줄 아카데미를 거쳐 2020년 1월 20일, 고메즈는 덴마크 클럽 AC 호르센스로 임대 이적했다. 8월 4일, 임대 기간은 6개월 더 연장되었다.  2020년 12월 23일, 그는 2024년까지 영구 계약을 체결했다.
2023년 7월 19일, 고메즈는 체코 1부 리그 클럽 스파르타 프라하와 다년 계약을 체결했다.
2024년 2월 1일, 고메즈는 덴마크 수페르리가 클럽 OB와 2028년까지 계약을 체결했다.

## 국가대표팀 경력
그는 2021년 6월 8일, 토고와의 친선 경기에서 감비아 국가대표팀에 데뷔하여 경기의 유일한 골을 넣었다.
감비아가 처음으로 참가하는 2021년 아프리카 네이션스컵에 선발되어 모리타니를 상대로 1-0 승리를 거두며 중앙 수비수로 활약했다.